# Pike Creek, Queensland
Pike Creek är ett vattendrag i Australien. Det ligger i delstaten Queensland, omkring 220 kilometer sydväst om delstatshuvudstaden Brisbane.
I omgivningarna runt Pike Creek växer huvudsakligen savannskog. Trakten runt Pike Creek är nära nog obefolkad, med mindre än två invånare per kvadratkilometer. Genomsnittlig årsnederbörd är 1 013 millimeter. Den regnigaste månaden är januari, med i genomsnitt 176 mm nederbörd, och den torraste är oktober, med 37 mm nederbörd.